# Liste der Stolpersteine in Gescher
Die Liste der Stolpersteine in Gescher enthält alle Stolpersteine, die im Rahmen des gleichnamigen Projekts von Gunter Demnig in Gescher verlegt wurden. Mit ihnen soll an Opfer des Nationalsozialismus erinnert werden, die in Gescher lebten und wirkten.

## Verlegte Stolpersteine
| Bild                                                                     | Person, Inschrift                                                                  | Adresse             | Verlege- datum | Weitere Informationen |
| ------------------------------------------------------------------------ | ---------------------------------------------------------------------------------- | ------------------- | -------------- | --------------------- |
| Stolperstein Jonas Marx, Gescher Hauptstraße 35                          | Hier wohnte Jonas Marx Jg. 1880 deportiert 1941 Riga ermordet                      | Hauptstraße 35 ·    | 13. Juli 2017  |                       |
| Stolperstein Rosa Marx, Gescher Hauptstraße 35                           | Hier wohnte Rosa Marx geb. Katz Jg. 1893 deportiert 1941 Riga ermordet             | Hauptstraße 35 ·    | 13. Juli 2017  |                       |
| Stolperstein Liselotte Marx, Gescher Hauptstraße 35                      | Hier wohnte Lieselotte Marx Jg. 1921 deportiert 1941 Riga 1944 Stutthof ermordet   | Hauptstraße 35 ·    | 13. Juli 2017  |                       |
| Stolperstein Ruth Marx, Gescher Hauptstraße 35                           | Hier wohnte Ruth Marx Jg. 1922 deportiert 1941 Riga ermordet 16.10.1944 Stutthof   | Hauptstraße 35 ·    | 13. Juli 2017  |                       |
| Stolperstein Johanna Marx, Gescher Bushaltestelle Fabrikstraße           | Hier wohnte Johanna Marx Jg. 1881 deportiert 1941 Riga ermordet                    | Fabrikstraße 10 ·   | 13. Juli 2017  |                       |
| Stolperstein Max Marx, Gescher Bushaltestelle Fabrikstraße               | Hier wohnte Max Marx Jg. 1883 deportiert 1941 Riga ermordet                        | Fabrikstraße 10 ·   | 13. Juli 2017  |                       |
| Stolperstein Johanna Marx geb.Meyer, Gescher Bushaltestelle Fabrikstraße | Hier wohnte Johanna Marx geb. Meyers Jg. 1899 deportiert 1941 Riga ermordet        | Fabrikstraße 10 ·   | 13. Juli 2017  |                       |
| Stolperstein Berta Marx, Gescher Bushaltestelle Fabrikstraße             | Hier wohnte Berta Marx geb. Eichenwald Jg. 1888 deportiert 1941 Riga ermordet      | Fabrikstraße 10 ·   | 13. Juli 2017  |                       |
| Stolperstein Louis Marx, Gescher Bushaltestelle Fabrikstraße             | Hier wohnte Louis Marx Jg. 1879 deportiert 1941 Riga ermordet                      | Fabrikstraße 10 ·   | 13. Juli 2017  |                       |
| Stolperstein Gustav Rudolf Marx, Gescher Bushaltestelle Fabrikstraße     | Hier wohnte Gustav Rudolf Marx Jg. 1931 deportiert 1941 Riga ermordet              | Fabrikstraße 10 ·   | 13. Juli 2017  |                       |
| Stolperstein Werner Marx, Gescher Bushaltestelle Fabrikstraße            | Hier wohnte Werner Marx Jg. 1933 deportiert 1941 Riga ermordet                     | Fabrikstraße 10 ·   | 13. Juli 2017  |                       |
| Stolperstein Gescher Hauskampstraße 20 Josef Falkenstein                 | Hier wohnte Josef Falkenstein Jg. 1879 deportiert 1941 Riga ermordet 1942          | Hauskampstraße 20 · | 3. Feb. 2018   |                       |
| Stolperstein Gescher Hauskampstraße 20 Sophie Falkenstein                | Hier wohnte Sophie Falkenstein geb. Landau Jg. 1885 deportiert 1941 Riga ermordet  | Hauskampstraße 20 · | 3. Feb. 2018   |                       |
| Stolperstein Gescher Hauskampstraße 20 Lena Falkenstein                  | Hier wohnte Lena Falkenstein Jg. 1884 deportiert 1941 Riga ermordet                | Hauskampstraße 20 · | 3. Feb. 2018   |                       |
| Stolperstein Gescher Hauskampstraße 20 Rosa Falkenstein                  | Hier wohnte Rosa Falkenstein Jg. 1888 deportiert 1941 Riga ermordet                | Hauskampstraße 20 · | 3. Feb. 2018   |                       |
| Stolperstein Gescher Armlandstraße 1 Julius Stein                        | Hier wohnte Julius Stein Jg. 1887 deportiert 1941 Riga ermordet                    | Armlandstraße 1 ·   | 3. Feb. 2018   |                       |
| Stolperstein Gescher Armlandstraße 1 Amalie Stein                        | Hier wohnte Amalie 'Mally' Stein geb. Stamm Jg. 1902 deportiert 1941 Riga ermordet | Armlandstraße 1 ·   | 3. Feb. 2018   |                       |
| Stolperstein Gescher Armlandstraße 1 Ulrich Samuel Stein                 | Hier wohnte Ulrich Samuel Stein Jg. 1929 deportiert 1941 Riga ermordet             | Armlandstraße 1 ·   | 3. Feb. 2018   |                       |
| Stolperstein Gescher Armlandstraße 1 Wolfgang Stein                      | Hier wohnte Wolfgang Stein Jg. 1935 deportiert 1941 Riga ermordet                  | Armlandstraße 1 ·   | 3. Feb. 2018   |                       |
| Stolperstein Gescher Armlandstraße 1 Elionore Stein                      | Hier wohnte Elionore 'Libe' Stein Jg. 1939 deportiert 1941 Riga ermordet           | Armlandstraße 1 ·   | 3. Feb. 2018   |                       |